# Aeroporto di Astrachan'
L'aeroporto di Astrachan'-Narimanovo è un aeroporto civile situato nei pressi della città di Astrachan', nell'Oblast' di Astrachan' vicino al Mar Caspio in Russia europea.

## Storia
- 1º settembre 1936 - l'apertura della prima pista aeroportuale nella città di Astrachan'.[3]
- 1945 - l'aeroporto militare Stalinskij diventò uno scalo civile e cambiò la denominazione nel nome attuale l'aeroporto di Astrachan'-Narimanovo.
- 1963 - l'apertura del nuovo aeroporto Astrachan'-Privolž'e.
- 1979 - l'inaugurazione della pista di cemento armato all'aeroporto e l'arrivo dei primi aerei Tupolev Tu-134.
- 27 giugno 2008 - l'apertura della pista aeroportuale asfaltata di 2 500 m dopo i lavori di ricostruzione e la certificazione dell'aeroporto per gli aerei Boeing 737. Inoltre, all'aeroporto sono stati aperti il settore VIP col nuovo albergo.[4]
- 25 maggio 2010 - nel 2009 l'aeroporto è stato nominato dall'Associazione Internazionale dell'Aviazione Civile "Aeroport" il miglior aeroporto dei paesi della Comunità degli Stati Indipendenti nella categoria degli aeroporti con il traffico passeggeri fino a 100 000 persone/anno.[5]

## Composizione societaria
| Ente                                                            | Quota |
| Agenzia federale per l'amministrazione della proprietà federale | 51,0% |
| AEON Corporation                                                | 43,0% |
| Altri soci                                                      | 6,0%  |
| TOTALE                                                          | 100%  |

## Strategia
La società di gestione aeroportuale pianifica l'ampliamento ulteriore della pista fino a 3,200 m per poter ospitare tutti i tipi degli aerei d'aviazione civile a Narimanovo.

## Dati tecnici
L'aeroporto di Astrachan' è aperto 24 ore al giorno ed è utilizzato come uno scalo d'emergenza per l'Aeroporto di Volgograd per gli aerei col peso massimo fino a 191 t.

## Collegamenti con Astrachan'

### Trasporto pubblico
L'aeroporto si trova nella periferia sud della città.
Il Terminal Passeggeri dell'Aeroporto Narimanovo è facilmente raggiungibile con le linee 80c, 5c, 86 del trasporto pubblico.